# یونیون‌تاون، شهرستان جکسون، ایندیانا
یونیون‌تاون (به انگلیسی: Uniontown) یک منطقهٔ مسکونی در ایالات متحده آمریکا است که در شهرستان جکسون، ایندیانا واقع شده‌است. یونیون‌تاون ۱۷۴٫۹۶ متر بالاتر از سطح دریا واقع شده‌است.